# Meitetsu Hashima-Linie
| Triebzug der Baureihe 3150 auf der Hashima-Linie |                           |                         |           |
| Streckenlänge: | 1,3 km                    |                         |           |
| Spurweite: | 1067 mm (Kapspur)         |                         |           |
| Stromsystem: | 1500 V =                  |                         |           |
| Streckengeschwindigkeit: | 70 km/h                   |                         |           |
| Zweigleisigkeit: | nein                      |                         |           |
| |                           |                         |           |
| Gesellschaft: | Meitetsu (Nagoya Tetsudō) |                         |           |
| \| \| \| Meitetsu Takehana-Linie \| 1929– \| \| \| 0,0 \| Egira (江吉良) \| 1929– \| \| \| \| Meitetsu Takehana-Linie \| 1929–2001 \| \| \| \| Tōkaidō-Shinkansen \| 1964– \| \| \| 1,3 \| Shin-Hashima (新羽島) \| 1982– \| \| \| \| Gifu-Hashima (岐阜羽島) \| 1964– \| |                           |                         |           |
| Strecke |                           | Meitetsu Takehana-Linie | 1929–     |
| Haltepunkt / Haltestelle | 0,0                       | Egira (江吉良)          | 1929–     |
| Abzweig geradeaus und ehemals nach links · Strecke quer (außer Betrieb) |                           | Meitetsu Takehana-Linie | 1929–2001 |
| Strecke Anfang Hochstrecke · Strecke von links |                           | Tōkaidō-Shinkansen      | 1964–     |
| Kopfbahnhof Ende Hochstrecke · Strecke | 1,3                       | Shin-Hashima (新羽島)   | 1982–     |
| Bahnhof |                           | Gifu-Hashima (岐阜羽島) | 1964–     |

Die Meitetsu Hashima-Linie (jap. 名鉄羽島線, Meitetsu Hashima-sen) ist eine Eisenbahnstrecke auf der japanischen Insel Honshū, die von der Bahngesellschaft Meitetsu (Nagoya Tetsudō) betrieben wird. Auf dem Gebiet der Stadt Hashima in der Präfektur Gifu stellt sie eine Verbindung zwischen dem Meitetsu-Streckennetz und der Schnellfahrstrecke Tōkaidō-Shinkansen her.

## Streckenbeschreibung
Die 1,3 km lange Strecke ist in Kapspur (1067 mm) verlegt, mit 1500 V Gleichspannung elektrifiziert und verläuft vollständig auf dem Stadtgebiet von Hashima. Es werden zwei Bahnhöfe bedient, die Höchstgeschwindigkeit beträgt 70 km/h. Ihr östlicher Ausgangspunkt ist der Bahnhof Egira, wo sie unmittelbar an die von Kasamatsu her kommende Meitetsu Takehana-Linie anschließt. Bis zur Stilllegung des südlichsten Abschnitts der Takehana-Linie im Jahr 2001 war die Hashima-Linie eine Zweigstrecke. Sie biegt nach Westen ab und erreicht nach etwa einem Viertelkilometer einen Viadukt, der bis zur Endstation Shin-Hashima reicht. Diese liegt gegenüber dem Bahnhof Gifu-Hashima, in dem Shinkansen-Hochgeschwindigkeitszüge halten.

## Zugangebot
Sämtliche Züge werden in Egira zur Meitetsu Takehana-Linie durchgebunden und verkehren im Viertelstundentakt mit Halt an allen Bahnhöfen zwischen Shin-Hashima und Kasamatsu, wo Anschluss an die Meitetsu Nagoya-Hauptlinie besteht. Einzelne Züge am frühen Morgen und späten Abend bieten umsteigefreie Verbindungen zwischen Meitetsu Gifu und Shin-Hashima an. Da die Meitetsu Hashima-Linie auf ihrer gesamten Länge eingleisig ist und auch keine Ausweichen besitzt, kann der südlich von Hashima-Shiyakusho-mae gelegene Streckenblock jeweils von nur einem Zug befahren werden. Außerdem sind Egira und Shin-Hashima nicht mit Personal besetzt.

## Geschichte
Der Bau der Tōkaidō-Shinkansen Anfang der 1960er Jahre animierte zwei konkurrierende Bahngesellschaften dazu, verschiedene Bahnprojekte auszuarbeiten, die der Stadt Gifu einen Anschluss an das neue Verkehrsmittel ermöglichen sollten. 1961 kündigte die Bahngesellschaft Kintetsu die Verlängerung der Yōrō-Linie von Ōgaki nach Gifu an, die auch einen möglichen Shinkansen-Bahnhof erschließen sollte. Als Reaktion darauf plante die Meitetsu eine Einschienenbahn von Gifu über Hashima und Yōrō nach Ōgaki. Sie erhielt im Mai 1963 die entsprechende Konzession zugesprochen, worauf die Kintetsu ihr eigenes Vorhaben aufgab.
Ursprünglich sollte die Strecke 1964 gleichzeitig mit der Tōkaidō-Shinkansen eröffnet werden, doch die Umsetzung erwies sich als schwierig. Einerseits gab es langwierige juristische Auseinandersetzungen um den Landerwerb, andererseits war die Planungsabteilung der Meitetsu mit anderen Projekten, die sie als dringlicher einstufte, voll ausgelastet. Mehrere Überarbeitungen führten sukzessive zu einer Verkleinerung des Projektumfangs, bis schließlich nur noch eine Anbindung an die bereits bestehende Meitetsu Takehana-Linie übrigblieb. Zwischenzeitlich plante die Stadt Gifu ebenfalls eine Einschienenbahn, gab dieses Projekt 1975 aber ebenfalls auf. Erst am 30. März 1978, mehr als 13 Jahre nach Eröffnung des Shinkansen-Bahnhofs, begann die Errichtung der Meitetsu Hashima-Linie. Die Arbeiten schritten langsam voran, so dass die Strecke erst am 11. Dezember 1982 in Betrieb genommen werden konnte.

## Liste der Bahnhöfe
| Name | Name                | km  | Anschlusslinien                          | Lage   | Ort     |
| ---- | ------------------- | --- | ---------------------------------------- | ------ | ------- |
| TH08 | Egira (江吉良)      | 0,0 | Meitetsu Takehana-Linie                  | Koord. | Hashima |
| TH09 | Shin-Hashima (新羽) | 1,3 | im Bhf. Gifu-Hashima: Tōkaidō-Shinkansen | Koord. | Hashima |